# Nathaniel Mendez-Laing
Nathaniel Mendez-Laing (Birmingham, Inglaterra, Reino Unido, 15 de abril de 1992) es un futbolista guatemalteco que juega de delantero en el Milton Keynes Dons F. C. de la League Two. Desde 2023 es internacional absoluto con Guatemala.

## Trayectoria

### Wolverhampton Wanderers
Nacido en Birmingham, Tierras Medias Occidentales, de padre jamaicano y madre beliceña de ascendencia guatemalteca, Mendez-Laing es producto de la academia del Wolverhampton Wanderers. Después de representar a Inglaterra en las categorías sub-16 y sub-17, hizo su debut en el primer equipo de Wolves el 25 de agosto de 2009 en una victoria de la Copa de la Liga sobre Swindon Town y fue nombrado jugador del partido por su actuación a la edad de 17 años. Posteriormente, firmó su primer contrato profesional con el club en marzo de 2010.
Mendez-Laing se unió al equipo de League One, Peterborough United, cedido para la temporada 2010-11 el 1 de julio de 2010. Hizo su debut para el club en el primer día de la temporada 2010-11, comenzando en una victoria por 3-0 sobre Bristol Rovers. Disputó cuarenta partidos en total, marcando cinco goles, durante la temporada en la que Peterborough llegó a los playoffs, donde lograron el ascenso de regreso a la Championship en el primer intento. Durante la temporada baja, entre junio y agosto, se confirmó que se había acordado una tarifa para transferir permanentemente a Mendez-Laing a Peterborough, alrededor de £250.000. Sin embargo, la mudanza se desmoronó cuando no se pudieron acordar los términos personales.
En lugar de regresar a Peterborough, Mendez-Laing se trasladó cedido al equipo de League One, Sheffield United, en un acuerdo que se prolongaría hasta enero de 2012, haciendo su debut para los Blades unos días después, en la primera ronda de la Copa de la Liga contra Hartlepool United. Jugó regularmente hasta que sufrió una lesión a fines de septiembre que lo dejó fuera durante varias semanas. Después de regresar a su club matriz para la rehabilitación, sufrió otra lesión mientras calentaba para su primer partido de regreso en Bramall Lane, lo que lo mantuvo fuera por el resto de su préstamo, y así regresó a las Tierras Medias después de haber disputado once partidos y marcado un gol en su tiempo en United.[cita requerida]

### Peterborough United
En julio de 2012, Mendez-Laing revivió su traslado al antiguo club en préstamo, el Peterborough United, un acuerdo que había rechazado el verano anterior. Firmó un contrato de tres años después de que los clubes acordaran una tarifa no revelada. Más tarde, comentó sobre su partida de Wolves, afirmando que eligió aceptar la segunda oferta de Peterborough porque "quería jugar", pero creía que había recibido una orientación incorrecta. Su debut en Peterborough se retrasó después de sufrir una lesión en el tendón de la corva, que se esperaba que lo dejara fuera entre cuatro y seis semanas. Regresó de la lesión el 15 de septiembre de 2012 y marcó su primer gol para Peterborough en su debut en una derrota por 5-2 fuera de casa ante Burnley. En noviembre de ese año, Mendez-Laing fue suspendido y puesto en la lista de transferibles después de un delito de orden público en el centro de la ciudad de Peterborough con sus compañeros de equipo Gabriel Zakuani, Emile Sinclair y Tyrone Barnett, con el entrenador Darren Ferguson anunciando que Mendez-Laing no tenía futuro en el club.
El 15 de noviembre de 2012, Mendez-Laing fichó en préstamo por un mes para el Portsmouth, haciendo su debut el 17 de noviembre de 2012 en una derrota por 1-0 ante el Doncaster Rovers. Después del partido, Mendez-Laing habló sobre su debut, diciendo que el Portsmouth podría beneficiarse de revivir su carrera. Después de hacer cuatro apariciones, el préstamo de Mendez-Laing en el Portsmouth se extendió hasta principios de enero. Sin embargo, después de cinco apariciones más, Mendez-Laing regresó a Peterborough.
Tras su regreso de Portsmouth, Mendez-Laing hizo una aparición como suplente en un partido en el que Peterborough perdió 2-1 ante el Nottingham Forest. Poco después, el entrenador Darren Ferguson explicó su aparente cambio de opinión sobre Mendez-Laing, diciendo que él (Ferguson) lo había perdonado y comentó: "No guardo rencores. Mendez-Laing está de vuelta en el club y ahora depende de mí y del cuerpo técnico sacar lo mejor de él como jugador. Claramente tiene habilidades, pero también debe esforzarse y hacer todo lo posible para ayudar a este equipo". Su regreso lo vio ganar más tiempo de juego en el primer equipo y marcó su segundo gol para Peterborough en una victoria por 5-1 sobre el Millwall el 19 de febrero de 2013. Marcó su tercer gol en el último partido de la temporada, una derrota por 3-2 ante el Crystal Palace, que confirmó el descenso de Peterborough.
Antes de la temporada 2013-14, Mendez-Laing cambió el número de camiseta de 44 a 19. Sin embargo, al comienzo de la temporada, quedó fuera de los primeros cuatro partidos y recibió críticas de Ferguson por su nivel de forma: "Mendez no regresó al club en absoluto en forma suficiente". Su primera aparición de la temporada 2013-14 tuvo lugar el 24 de agosto de 2013, cuando entró como suplente de Lee Tomlin en el minuto 74 durante una victoria por 5-0 sobre el Tranmere Rovers. Sus preocupaciones físicas continuaron, lo que resultó en que fuera suplente sin usar durante cuatro partidos, aunque marcó un hat-trick para el equipo de reservas del club en una victoria por 4-0 sobre el Thresham College. Después de esto, Mendez-Laing regresó al primer equipo y marcó su primer gol en la liga de la temporada en una victoria por 1-0 sobre el Shrewsbury Town el 19 de octubre de 2013.
El 30 de enero de 2014, Mendez-Laing fue cedido a préstamo al Shrewsbury Town en un acuerdo a corto plazo. Hizo su debut en Shrewsbury dos días después, ingresando como sustituto de Bahrudin Atajić en el minuto 59 de un empate 1-1 contra el Brentford. Su período de préstamo en el Shrewsbury se extendió por otro mes a pesar de sufrir una ligera lesión en el tendón de la corva que lo mantuvo fuera durante una semana. Sin embargo, sufrió otra lesión, lo que resultó en el fin de su período de préstamo con el Shrewsbury a fines de marzo. Después de regresar a Peterborough, Mendez-Laing volvió al primer equipo y participó en los tres últimos partidos de la temporada, incluido un partido contra el Shrewsbury Town, el equipo contra el que jugó durante la temporada, donde proporcionó una asistencia para Josh McQuoid, quien marcó en una victoria por 4-2, lo que resultó en el descenso del Shrewsbury el 26 de abril de 2014.
En la temporada 2014-15, Mendez-Laing recibió elogios de su entrenador Ferguson, quien dijo: "Tengo la responsabilidad de gestionarlo y sacar lo mejor de él. Sentimos que estamos en ese punto". Su cambio resultó en que fuera titular al comienzo de la temporada, proporcionando una asistencia para Kenny McEvoy en una victoria por 3-2 sobre el Milton Keynes Dons el 16 de agosto de 2014. Sin embargo, sufrió una lesión en el muslo que lo mantuvo fuera hasta octubre. Hizo su regreso al primer equipo el 21 de octubre de 2014, ingresando como sustituto de Ricardo Santos en el minuto 74, en una derrota por 1-0 ante el Crewe Alexandra. A fines de enero, el club le dijo a Mendez-Laing que podía abandonar el club en busca de un puesto regular en el primer equipo después de rechazar dos movimientos a préstamo.
El 18 de febrero de 2015, Mendez-Laing fue cedido a préstamo al equipo de la League Two, el Cambridge United, por el resto de la temporada 2014-15. Tuvo un impacto en su debut en el Cambridge cuando marcó su primer gol para el club, aunque el Cambridge United perdió 6-2 ante el Portsmouth. Luego hizo veintidós apariciones para el club antes de regresar a su club matriz al final de la temporada. Al final de la temporada 2014-15, fue liberado por el Peterborough después de pasar tres años allí.

### Rochdale
El 27 de agosto de 2015, Mendez-Laing se unió al equipo de la League One, Rochdale, en un contrato de un año, haciendo su debut como suplente en lugar de Matty Lund durante una derrota por 1-0 ante Burton Albion el 12 de septiembre de 2015. Tras su llegada, el entrenador de Rochdale, Keith Hill, expresó su creencia de que podía "revivir" la carrera de Mendez-Laing, comentando: "Personalmente, no creo que haya estado lo suficientemente en forma como para mantener y mostrar su habilidad durante 90 minutos". Sin embargo, no hizo su primera titularidad en la liga hasta octubre de 2015, cuando las lesiones lo llevaron a ser incluido en el once inicial en una derrota por 3-2 ante Sheffield United. Un mes después, Mendez-Laing anotó sus primeros goles para el club con un triplete en una victoria por 3-1 sobre Swindon Town en la segunda ronda de la FA Cup. Anotó su primer gol en la liga tres semanas después durante una victoria por 2-1 sobre Port Vale. Ayudó a Rochdale a terminar en la mitad de la tabla, terminando la temporada con un gol en su último partido, una victoria por 2-1 sobre el descendido Colchester United. Habiendo marcado 10 goles en 36 apariciones, al final de la temporada, Rochdale activó su opción de extensión de un año en su contrato para prolongar su estancia en el club.
En su segunda temporada con Rochdale, Mendez-Laing comenzó la campaña como un jugador establecido en el primer equipo y marcó su primer gol de la temporada en una victoria por 3-1 sobre Chesterfield en la Copa de la Liga. Marcó sus primeros goles en la liga de la temporada en octubre de 2016, anotando en victorias consecutivas sobre Southend United y Bury. Alcanzó cifras de dos dígitos tanto en goles como en asistencias, incluyendo seis goles en los últimos dos meses de la temporada, mientras que Rochdale se quedó a cuatro puntos de entrar en los play-offs. Con su contrato a punto de vencer, quedando disponible como agente libre, se convirtió en objetivo de transferencia para varios equipos de la Championship y la League One después de sus actuaciones para Rochdale.

### Cardiff City
El 30 de mayo de 2017, Mendez-Laing acordó unirse al equipo de la Championship, Cardiff City, en una transferencia gratuita después de rechazar un nuevo contrato en Rochdale. Estaba a punto de unirse a un club rival de la Championship, con un acuerdo que iba a concluir más tarde el mismo día, pero fue convencido por el entrenador del Cardiff, Neil Warnock, para mudarse. Hizo su debut para el club en el primer día de la temporada 2017-18 durante una victoria por 1-0 sobre Burton Albion, como sustituto de Bruno Ecuele Manga. Marcó su primer gol para los Bluebirds el 8 de agosto, anotando en una victoria por 2-1 sobre Portsmouth en la EFL Cup. Mendez-Laing fue nombrado Jugador del Mes de agosto, tras marcar otros cuatro goles, ayudando al Cardiff a ganar sus primeros cinco partidos de liga en la historia del club. Sin embargo, después de una caída en su forma más tarde en la temporada, junto con un mes fuera por lesión después de ser sustituido en los primeros diez minutos de un derbi del río Severn, el entrenador del Cardiff, Neil Warnock, reveló que a Mendez-Laing le habían recetado erróneamente medicación para su asma que había afectado su rendimiento. En su primera temporada con el Cardiff, jugó 42 partidos en todas las competiciones, ayudando al equipo a lograr el ascenso a la Premier League tras terminar la temporada como subcampeones.
Mendez-Laing recibió una extensión de contrato hasta 2021 durante el verano. Hizo su primera aparición en la Premier League en el primer día de la temporada 2018-19, comenzando en una derrota por 2-0 ante el Bournemouth. Dos juegos más tarde, sufrió una lesión en la rodilla después de chocar con el portero del Huddersfield Town, Ben Hamer, lo que lo dejó fuera de juego durante hasta tres meses. Regresó en una derrota por 3-1 ante el West Ham United el 4 de diciembre, antes de comenzar el siguiente partido contra el Southampton. Marcó su primer gol en la Premier League el 29 de enero de 2019, en una derrota por 2-1 contra el Arsenal. Marcó dos veces en una victoria a domicilio por 0-2 contra el Manchester United el 12 de mayo de 2019.
El 9 de septiembre de 2020, el contrato de Mendez-Laing con el Cardiff City fue rescindido, debido a una presunta violación del contrato. Más tarde se reveló que esto se debía a una prueba de drogas positiva, habiendo sido suspendido durante tres meses por uso de cocaína.

### Middlesbrough
El 1 de febrero de 2021, Mendez-Laing se unió al equipo de la Championship, Middlesbrough, reencontrándose con Neil Warnock, su antiguo entrenador en el Cardiff City. Doce días después, hizo su debut con Boro como suplente de Duncan Watmore en una derrota de liga por 2-1 ante el Derby County. Anotó su primer gol para Middlesbrough en una victoria por 3-0 sobre el Stoke City el 13 de marzo de 2021.
El 28 de mayo de 2021, se anunció que dejaría el Middlesbrough al final de la temporada, al expirar su contrato.

### Sheffield Wednesday
El 22 de noviembre de 2021, Mendez-Laing se unió al club de League One, Sheffield Wednesday, después de pasar tiempo con el club en prueba. Hizo su primera aparición para el club, saliendo desde el banquillo contra el Wycombe Wanderers el 27 de noviembre de 2021. Su primer gol para el club llegaría contra el Plymouth Argyle en la EFL League One el 15 de enero de 2022. Algunos días después de su primer gol para el club, se informó que su contrato expiraría después de su próximo partido contra el Oxford United. Al final de la temporada, Mendez-Laing recibió una oferta de contrato por parte de los Owls. El 22 de junio de 2022, se confirmó que rechazó su nuevo contrato y dejaría el club.

### Derby County
El 2 de julio de 2022, se unió al Derby County en un contrato de dos años. Anotó su primer gol para el Derby en una victoria contra el Barnsley el 13 de agosto de 2022.
En la temporada 2023-24, Mendez-Laing tuvo una racha de tres goles en la League One en otros tantos partidos en siete días, ya que marcó contra el Exeter City el 24 de octubre, el Stevenage el 28 de octubre y el Northampton Town el 31 de octubre de 2023. Mendez-Laing marcó siete goles y dio diez asistencias en sus primeros 28 partidos de la temporada, lo que se vio recompensado con un nuevo contrato de dos años y medio que se anunció el 8 de enero de 2024, prolongando su estancia en el Derby hasta junio de 2026. Tras asistir a Tom Barkhuizen en la victoria por 3-0 del Derby ante el Bristol Rovers el 9 de marzo de 2024, Mendez-Laing batió el récord del Derby de asistencias en liga en una temporada con su 15ª de la temporada, superando el récord establecido por Craig Bryson de 14 asistencias en liga establecido en la temporada 2013-14. Estas actuaciones hicieron que Mendez-Laing recibiera una nominación a Jugador del Año de la League One en los Premios de la EFL, y fue nombrado en el Equipo de la Temporada de la League One en los mismos premios para la temporada 2023-24. Mendez-Laing también fue capitán del equipo al final de la temporada y marcó en su partido número 100 con el club, en la victoria por 1-0 ante el Cambridge United, un resultado que dejó al Derby a las puertas del ascenso a la Championship, que se confirmó una semana después Mendez-Laing recibió una nominación a mejor jugador de la temporada 2023-24 de la League One.

## Selección nacional
Representó a Inglaterra a nivel sub-16 y sub-17.
El 1 de junio de 2023 fue incluido en el equipo preliminar de Guatemala para la Copa de Oro de la Concacaf 2023, y fue seleccionado en la lista final el 15 de junio. Debutó con la selección absoluta el 27 de junio ante Cuba; el encuentro culminó en una victoria por 1-0 de los centroamericanos.

## Estadísticas
Actualizado al 3 de mayo de 2025.
| Club                                                            | Div.          | Temporada     | Liga  | Liga  | Copas nacionales(1) | Copas nacionales(1) | Total | Total |
| Club                                                            | Div.          | Temporada     | Part. | Goles | Part.               | Goles               | Part. | Goles |
| --------------------------------------------------------------- | ------------- | ------------- | ----- | ----- | ------------------- | ------------------- | ----- | ----- |
| Wolverhampton Wanderers F. C. Inglaterra                        | 1.ª           | 2009-10       | 0     | 0     | 1                   | 0                   | 1     | 0     |
| Wolverhampton Wanderers F. C. Inglaterra                        | Total club    | Total club    | 0     | 0     | 1                   | 0                   | 1     | 0     |
| Peterborough United F. C. Inglaterra                            | 3.ª           | 2010-11       | 34    | 5     | 6                   | 0                   | 40    | 5     |
| Sheffield United F. C. Inglaterra                               | 3.ª           | 2011-12       | 8     | 1     | 3                   | 0                   | 11    | 1     |
| Sheffield United F. C. Inglaterra                               | Total club    | Total club    | 8     | 1     | 3                   | 0                   | 11    | 1     |
| Portsmouth F. C. Inglaterra                                     | 3.ª           | 2012-13       | 8     | 0     | ―                   | ―                   | 8     | 0     |
| Portsmouth F. C. Inglaterra                                     | Total club    | Total club    | 8     | 0     | 0                   | 0                   | 8     | 0     |
| Peterborough United F. C. Inglaterra                            | 2.ª           | 2012-13       | 21    | 3     | 0                   | 0                   | 21    | 3     |
| Shrewsbury Town F. C. Inglaterra                                | 3.ª           | 2013-14       | 6     | 0     | ―                   | ―                   | 6     | 0     |
| Shrewsbury Town F. C. Inglaterra                                | Total club    | Total club    | 6     | 0     | 0                   | 0                   | 6     | 0     |
| Peterborough United Inglaterra                                  | 3.ª           | 2013-14       | 16    | 1     | 7                   | 2                   | 23    | 3     |
| Peterborough United Inglaterra                                  | 3.ª           | 2014-15       | 14    | 0     | 2                   | 0                   | 16    | 0     |
| Peterborough United Inglaterra                                  | Total club    | Total club    | 85    | 9     | 15                  | 2                   | 100   | 11    |
| Cambridge United F. C. Inglaterra                               | 4.ª           | 2014-15       | 11    | 1     | ―                   | ―                   | 11    | 1     |
| Cambridge United F. C. Inglaterra                               | Total club    | Total club    | 11    | 1     | 0                   | 0                   | 11    | 1     |
| Rochdale A. F. C. Inglaterra                                    | 3.ª           | 2015-16       | 33    | 7     | 3                   | 3                   | 36    | 10    |
| Rochdale A. F. C. Inglaterra                                    | 3.ª           | 2016-17       | 39    | 8     | 10                  | 2                   | 49    | 10    |
| Rochdale A. F. C. Inglaterra                                    | Total club    | Total club    | 72    | 15    | 13                  | 5                   | 85    | 20    |
| Cardiff City F. C. Gales                                        | 2.ª           | 2017-18       | 38    | 6     | 4                   | 1                   | 42    | 7     |
| Cardiff City F. C. Gales                                        | 1.ª           | 2018-19       | 20    | 4     | 1                   | 0                   | 21    | 4     |
| Cardiff City F. C. Gales                                        | 2.ª           | 2019-20       | 29    | 3     | 0                   | 0                   | 29    | 3     |
| Cardiff City F. C. Gales                                        | Total club    | Total club    | 87    | 13    | 5                   | 1                   | 92    | 14    |
| Middlesbrough F. C. Inglaterra                                  | 2.ª           | 2020-21       | 9     | 1     | ―                   | ―                   | 9     | 1     |
| Middlesbrough F. C. Inglaterra                                  | Total club    | Total club    | 9     | 1     | 0                   | 0                   | 9     | 1     |
| Sheffield Wednesday F. C. Inglaterra                            | 3.ª           | 2021-22       | 19    | 2     | 0                   | 0                   | 19    | 2     |
| Sheffield Wednesday F. C. Inglaterra                            | Total club    | Total club    | 19    | 2     | 0                   | 0                   | 19    | 2     |
| Derby County F. C. Inglaterra                                   | 3.ª           | 2022-23       | 44    | 7     | 7                   | 1                   | 51    | 8     |
| Derby County F. C. Inglaterra                                   | 3.ª           | 2023-24       | 46    | 9     | 4                   | 1                   | 50    | 10    |
| Derby County F. C. Inglaterra                                   | 2.ª           | 2024-25       | 41    | 3     | 3                   | 0                   | 44    | 3     |
| Derby County F. C. Inglaterra                                   | Total club    | Total club    | 131   | 19    | 14                  | 2                   | 145   | 21    |
| Milton Keynes Dons F. C. Inglaterra                             | 4.ª           | 2025-26       | 0     | 0     | 0                   | 0                   | 0     | 0     |
| Milton Keynes Dons F. C. Inglaterra                             | Total club    | Total club    | 0     | 0     | 0                   | 0                   | 0     | 0     |
| Total carrera                                                   | Total carrera | Total carrera | 436   | 61    | 51                  | 10                  | 487   | 71    |
| (1) Incluye FA Cup, Copa de la Liga de Inglaterra y EFL Trophy. |               |               |       |       |                     |                     |       |       |

## Palmarés

### Distinciones individuales
| Distinción                                         | Año            |
| -------------------------------------------------- | -------------- |
| Jugador del mes de la Football League Championship | Agosto de 2017 |